# تايني بلد
تايني بلد ذ.م.م. (بالإنجليزية: tinyBuild LLC)‏ هي شركة أمريكية لتطوير ونشر ألعاب الفيديو. أسست في 2011 ومقرها في مدينة بوثيل، واشنطن.